# Anommatus pusillus
Anommatus pusillus is een keversoort uit de familie knotshoutkevers (Bothrideridae). De wetenschappelijke naam van de soort werd in 1879 gepubliceerd door Ludwig Wilhelm Schaufuss.